# 维亚特基诺农村居民点
维亚特基诺农村居民点（俄语：Вяткинское сельское поселение）是俄罗斯联邦弗拉基米尔州苏多格达区所属的一个农村居民点。其下辖有28个居民点，行政中心为维亚特基诺。据2016年统计，该农村居民点的人口为3873人。